# Tektronix

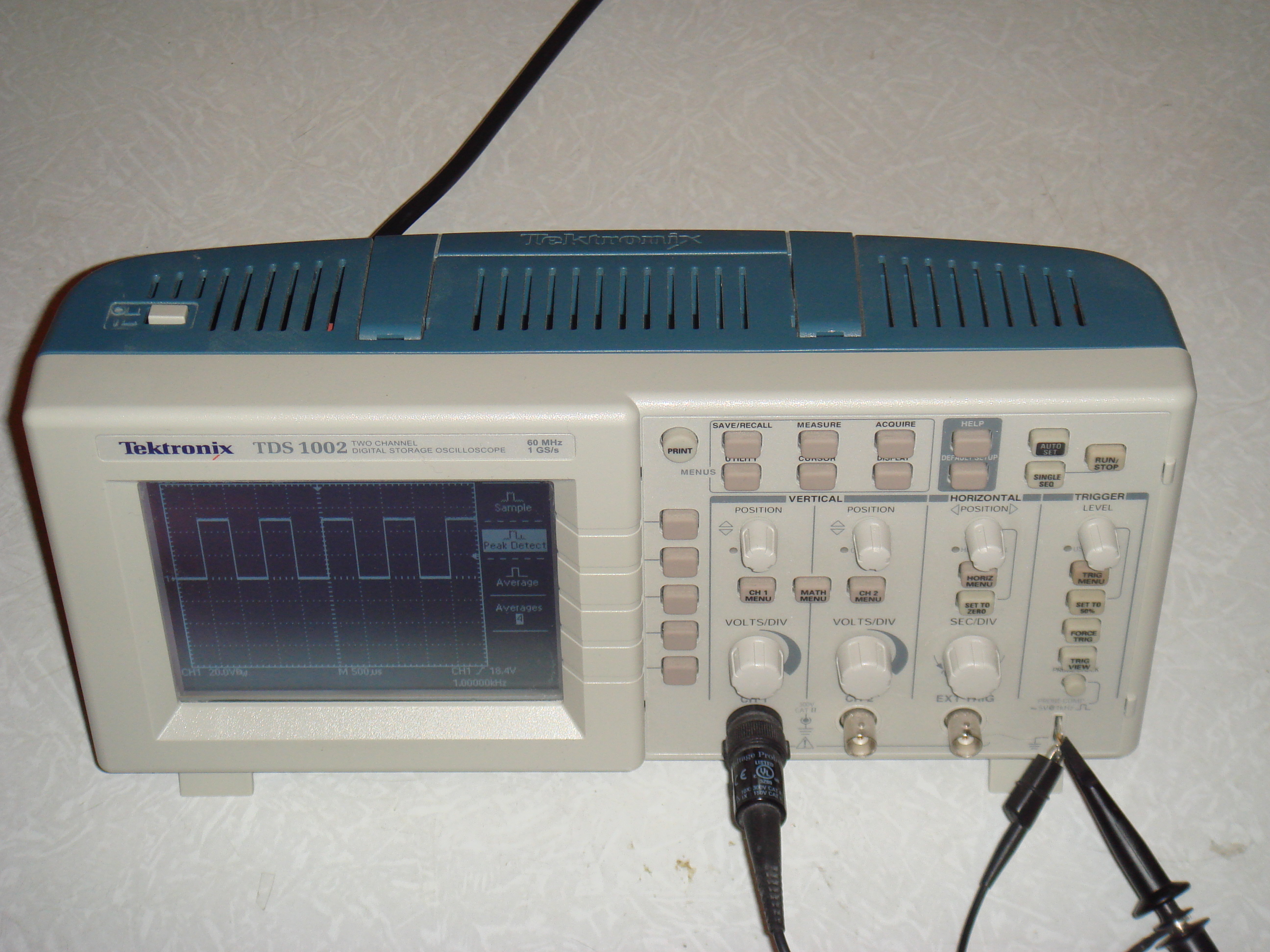
Осциллограф TDS-1002.

Tektronix, Inc. (NYSE: TEK) — американская корпорация, один из мировых лидеров в производстве измерительной техники: осциллографов, логических анализаторов, генераторов, анализаторов и мониторов сигнала (спектра). Основана в 1946 году. Крупнейшая компания в штате Орегон. Имеет также отделения в Европе, Южной Америке и Азии.